# Akune
Akune (阿久根市, Akune-shi) est une ville nouvelle située dans la préfecture de Kagoshima, au Japon.

## Géographie

### Situation

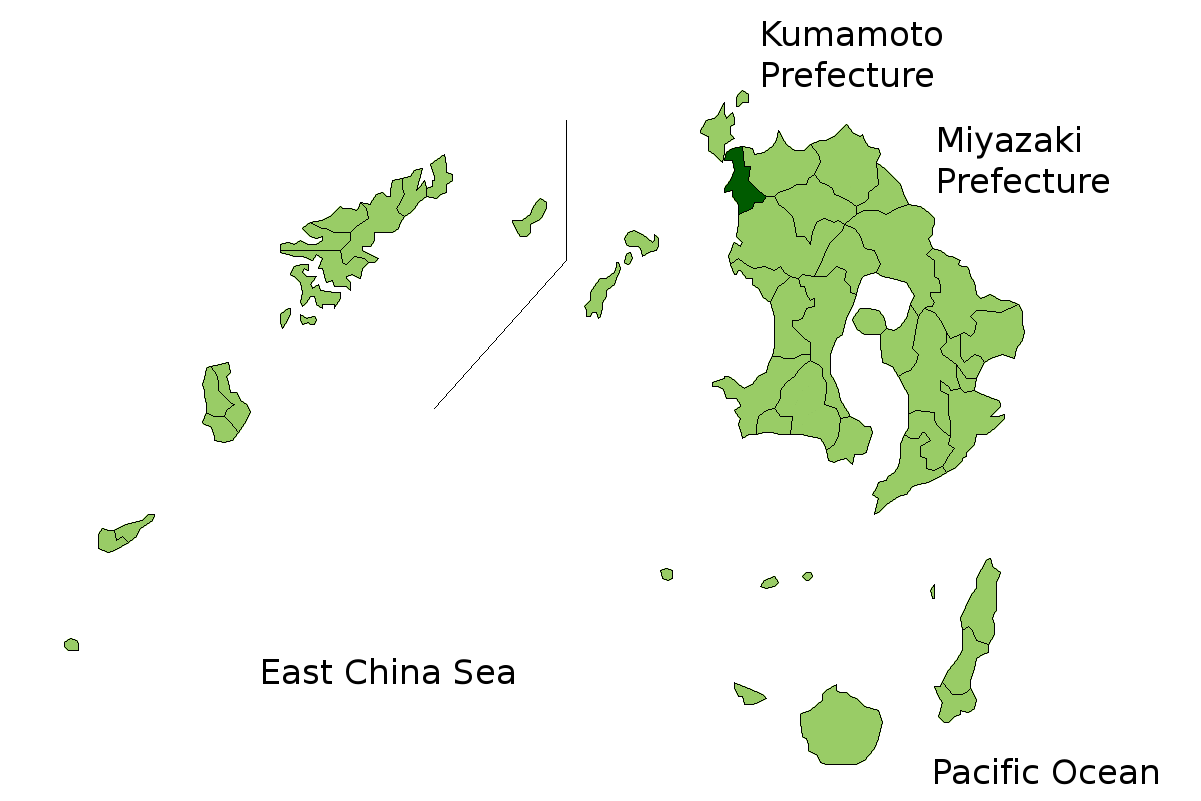
Situation d'Akune dans la préfecture de Kagoshima.

Akune est située au nord-ouest de la préfecture de Kagoshima, au bord de la mer de Chine orientale.

### Municipalités limitrophes
| Nagashima              | mer de Yatsushiro | Izumi                |
| mer de Chine orientale | Akune             | Izumi                |
| mer de Chine orientale | Satsumasendai     | Izumi, Satsumasendai |

### Démographie
En décembre 2019, la population d'Akune s'élevait à 20 176 habitants, répartis sur une aire de 134,29 km2.

### Topographie
Akune est entourée de montagnes culminant à plus de 300 m.

### Climat
Akune a un climat subtropical humide avec des étés chauds et des hivers doux. Les précipitations sont importantes tout au long de l'année et sont plus fortes en été, notamment pendant les mois de juin et juillet.
| Mois                                             | jan.      | fév.      | mars      | avril     | mai       | juin      | jui.      | août      | sep.      | oct.      | nov.     | déc.      | année     |
| ------------------------------------------------ | --------- | --------- | --------- | --------- | --------- | --------- | --------- | --------- | --------- | --------- | -------- | --------- | --------- |
| Température minimale moyenne (°C)                | 4,6       | 5,1       | 7,6       | 11,7      | 15,7      | 19,9      | 23,9      | 24,4      | 21,5      | 16,5      | 11,5     | 6,6       | 14,1      |
| Température moyenne (°C)                         | 7,9       | 8,8       | 11,6      | 15,7      | 19,5      | 22,7      | 26,5      | 27,4      | 24,6      | 20        | 15       | 10        | 17,5      |
| Température maximale moyenne (°C)                | 11,4      | 12,6      | 15,6      | 19,8      | 23,6      | 26        | 29,8      | 31,2      | 28,6      | 24,2      | 18,9     | 13,7      | 21,3      |
| Record de froid (°C) date du record              | −4,2 1967 | −4,6 1981 | −1,6 1977 | 0,9 1972  | 6,9 1940  | 11,2 1939 | 17,1 1968 | 18,5 1940 | 12 1987   | 5,4 1942  | 0,3 1947 | −2,3 1985 | −4,6 1981 |
| Record de chaleur (°C) date du record            | 23,5 2020 | 24 2004   | 25,6 2007 | 27,8 2005 | 30,5 2013 | 33,6 2004 | 36,6 1994 | 37,1 2018 | 34,9 2003 | 32,7 1994 | 28 1989  | 23,7 1972 | 37,1 2018 |
| Ensoleillement (h)                               | 107       | 122,9     | 161,5     | 180,4     | 185,9     | 124       | 201,6     | 226,8     | 186,9     | 186,6     | 145,8    | 118,7     | 1 948,4   |
| Précipitations (mm)                              | 76,7      | 102,7     | 134,8     | 161,8     | 188,1     | 457,4     | 377,3     | 222,8     | 225,9     | 93,7      | 104      | 91,5      | 2 236,7   |
| dont neige (cm)                                  | 0         | 1         | 0         | 0         | 0         | 0         | 0         | 0         | 0         | 0         | 0        | 0         | 1         |
| Nombre de jours avec précipitations              | 9,1       | 9,3       | 11,1      | 9,8       | 9,3       | 14,8      | 10,9      | 10,3      | 9,4       | 6,6       | 8,6      | 8,7       | 117,8     |
| dont nombre de jours avec précipitations ≥ 10 mm | 2,4       | 3,4       | 4,7       | 5         | 4,5       | 9,1       | 6,7       | 5,3       | 4,9       | 2,6       | 3,3      | 2,8       | 54,6      |
| Humidité relative (%)                            | 68        | 68        | 69        | 72        | 77        | 85        | 84        | 80        | 78        | 72        | 71       | 68        | 74        |
| Nombre de jours avec neige                       | 0,3       | 0,3       | 0         | 0         | 0         | 0         | 0         | 0         | 0         | 0         | 0        | 0         | 0,7       |

| Diagramme climatique                                  |              |              |               |               |             |               |               |               |              |             |             |
| J                                                     | F            | M            | A             | M             | J           | J             | A             | S             | O            | N           | D           |
| 11,44,676,7                                           | 12,65,1102,7 | 15,67,6134,8 | 19,811,7161,8 | 23,615,7188,1 | 2619,9457,4 | 29,823,9377,3 | 31,224,4222,8 | 28,621,5225,9 | 24,216,593,7 | 18,911,5104 | 13,76,691,5 |
| Moyennes : • Temp. maxi et mini °C • Précipitation mm |              |              |               |               |             |               |               |               |              |             |             |

## Histoire
Akune est fondée le 1er avril 1952.

## Économie
Les productions agricoles principales d'Akune sont : les citrons, les kiwis et les shiitakes.

## Transport
Akune est desservie par les routes nationales 3, 389 et 499.
La ville est desservie par la ligne Hisatsu Orange Railway.